# Carduus martinezii
Carduus martinezii là một loài thực vật có hoa trong họ Cúc. Loài này được Pau mô tả khoa học đầu tiên năm 1924.